# ファースト・ストライク・レーション

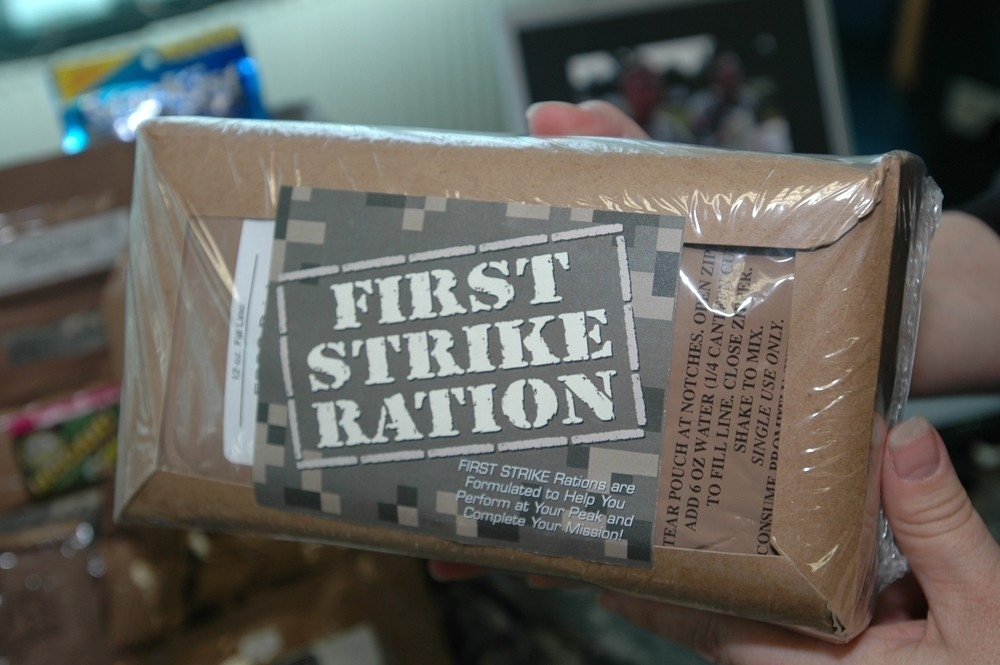
ファースト・ストライク・レーション

ファースト・ストライク・レーション(FSR)は小型軽量、移動しながら食べられることをコンセプトとして、マサチューセッツ州ネイティックのアメリカ陸軍兵士システムセンターによって製作されたレーションである。作戦開始から72時間以内に消費するよう設計されている。アメリカ陸軍によると、FSRは大幅に重量と体積を減らし、兵士達の身体機能、知力、機動力を向上させるとされている。 

## 特徴
FSRは移動する兵士に対して様々な食料を供給するために開発されており、軽量で高カロリー、親しみやすく、ドライフルーツやジャーキーのような半乾燥食品よりも簡単に喫食できる。
- 機動性 : FSRは兵士自身による準備をほとんど必要とせず、「親しみやすく、作業効率を向上させ、即座に食べられる」とされている。飲料は粉末状態でパウチに封入され、各個人のハイドレーションシステムから飲料水をパウチへ注ぎ入れ、パウチから直接飲むことができる。水は食品のためには必要とされず、飲料のためにのみ用いられる。主食は手で食べられるポケットサンドイッチの形を取る[2]。

- 軽量化 : FSRは1日の生存に必要な3食分のMRE（合わせて約3,800キロカロリー）に比べて、重量と体積がおよそ50パーセント減っている。

- 特色 : 27℃で最短でも2年の貯蔵寿命を持ち、1日平均2,900キロカロリーを兵士に提供する。3食分の内容物が1つのパッケージにまとめられ、1日分のメニューを構成している。メニューには9種類のバリエーションがある。輸送用のコンテナには9日分、すなわち3名の3日分が納められており、当初は3種類の異なるメニューが3つずつだったが、2011年以降は9種類の異なるメニューが1つずつという組み合わせに改められた。

- 1日分パッケージの内容物の例:  3種類のポケットサンドイッチ類、チーズスプレッド、デザートバー、チョコレートバー、アップルソース、ソース・マヨネーズ類、ビーフスナック、スナック菓子、ナッツ・ドライフルーツ類、即席ドリンク、チューインガムまたはキャンディー（いずれもカフェイン配合）、アクセサリーパック、ファスナー付きポリ袋